# جورج والترز
جورج والترز (بالإنجليزية: George Walters)‏ هو لاعب كرة قدم بريطاني في مركز نصف الجناح، ولد في 30 مارس 1939 في غلاسكو في المملكة المتحدة، وتوفي في ديسمبر 2015 في ديفون في المملكة المتحدة. لعب مع أولدهام أثلتيك ونادي كلايد.